# Relikvija
Relikvija (latinsko reliquiae = ostanki) je posmrtni ostanek svetnika ali njegov osebni predmet. Čaščenje relikvij je razširjeno zlasti v Rimskokatoliški Cerkvi in v pravoslavju. Običajno se shranjujejo v posebej okrašenih skrinjicah, ki se imenujejo relikviariji. Relikvije so prav tako pomemben vidik nekaterih oblik budizma, hinduizma, šamanizma in mnogih drugih religij. Svetišče, ki hrani eno ali več relikvij, se imenuje relikvijar.

## Krščanstvo
Krščanstvo loči relikvije po pomembnosti:
- prvorazredne relikvije naj bi bile telesni ostanki samega Jezusa (sveti prepucij in podobno), predmeti, ki so bili tesno povezani z Jezusom (sveti križ, torinski prt...) ter telesni ostanki apostolov, pomembnih svetnikov in mučencev
- drugorazredne relikvije naj bi bili osebni predmeti pripisani svetnikom (na primer njihova oblačila, obutev, molitvenik, križ, rožni venec...)
- tretjerazredne relikvije naj bi bili predmeti (zlasti kosi blaga), ki so se dotaknili svetnikovega telesa (ali tudi njegovega relikviarija) po njegovi smrti

Kristjani so že od začetka krščanstva posebej častili ostanke mučencev, pozneje pa tudi drugih svetnikov. Pogosto so kristjani pripisovali relikvijam svetnikov čudodelno moč in jih s tem povzdigovali v nekakšne magične predmete. Tak odnosu do relikvij je mejil na idolatrijo, proti čemer so nastopili številni protestanti, zato v protestantskih skupnostih po navadi ne častijo relikvij. Protestanti so v 16. stoletju uničili veliko število relikvij in relikviarijev. Tudi v katolištvu se je pozneje odnos do relikvij nekoliko umiril. Ob relikvijah se katoliški verniki spominjajo svetnikov in njihovih slavnih del ter se jim priporočajo v molitvi.
O relikvijah govori sicer že Sveto pismo. Njihova neposredna čudodelnost je opisana že v Stari zavezi. V 2. knjigi kraljev je opisan dogodek, ki se je pripetil kmalu po smrti preroka Elizeja: »Potem je Elizej umrl in so ga pokopali. V začetku leta so prihajala v deželo moábska roparska krdela. Ko so nekoč pokopavali nekega moža, glej, so zagledali roparsko krdelo. Moža so vrgli v Elizejev grob in se razšli. Ko pa se je mož dotaknil Elizejevih kosti, je oživel in se postavil na noge (2 Kr 13,20-21).« Že Mojzesova postava na mnogih mestih govori o vplivu, ki jih imajo predmeti, če se jih je človek samo dotaknil. Tako so bili Judje obredno nečisti, če so se dotaknili trupla ali če so se dotaknili ležišča ženske z menstruacijo in še veliko podobnih primerov. V Novi zavezi pa je v evangeliju opisan primer, kako se je žena samo dotaknila Jezusove obleke in je ozdravela (Mt 9,18-26). Podobno se ljudje nosili bolnikom robce in rute, ki so se samo dotaknile Pavlovega telesa in so ozdraveli (Apd 19,11-12).

## Antične relikvije
V Atenah naj bi ostanke Ojdipa in Zevsa oboževali in častili, kar je zelo težko razlikovati od verskih kultov. Kosti in pepel Eskulapa v Epidavru, in Perdikasa v Makedoniji so bili obravnavani z najglobljim češčenjem.

## Budistične relikvije
V budizmu, so častili relikvije Bude in druge različne modrece. Po smrti Bude so njegove posmrtne ostanke razdelili na 8 delov. Nato so te relikvije shranili v stupah, kljub njegovim navodilom, da se relikvij ne zbira in časti. Gradili so stupe - zgradbe, narejene posebej za relikvije. Danes stupe hranijo tudi pepel mnogih znanih budistov.